# Ante Barača
Ante Barbača (Šibenik, 1942. – Knin, 2021.) bio je glazbenik, književnik, knjižničar, klapski pjevač i voditelj klapa. Voditelj klape "Šibenik" od 1971. do 1986. te klape "Fortica". Autor glazbe za više od 100 klapskih pjesama, pjesnik, auotor teksta popularne klapske pjesme "Iz toverne pisma zvoni" klape "Jadrija".
Četverostruki pobjednik Festivala dalmatinskih klapa Omiš.
Dobitnik "Nagrade grada Šibenika za životno djelo".